# Lee-Quigg-Thacker-Bound
Als Lee-Quigg-Thacker-Grenze, englisch Lee-Quigg-Thacker bound, wird in der Quantenfeldtheorie eine theoretische obere Grenze für die Masse des Higgs-Bosons bezeichnet. Sie wurde nach Benjamin Lee, Chris Quigg und Hank Thacker benannt, die diese Grenze 1977 entdeckten. Nach Lee, Quigg und Thacker darf die Higgs-Masse den Wert von mc ≈ 1 TeV nicht übersteigen. Neben der Lee-Quigg-Thacker-Grenze existiert als untere Grenze für die Higgs-Masse die Linde-Weinberg-Grenze mit einem Wert von ungefähr 7,5 GeV. Diese theoretischen Einschränkungen ergaben ein Fenster für die Suche nach dem Higgs-Bosons an Teilchenbeschleunigern. Im Jahr 2012 fanden Forscher am Large Hadron Collider ein bis dato unentdecktes Teilchen mit m ≈ 125 GeV, von dem anzunehmen ist, dass es das Standard-Higgs ist. 

## Hintergrund
Eine Quantenfeldtheorie, in der kein Higgs-Teilchen, aber dennoch massive Vektorbosonen vorkommen, die sich wie die W-Bosonen des Standardmodells verhalten, ist nicht konsistent. Der Streuquerschnitt der Streuung von vier Vektorbosonen divergiert bei hohen Energien. Zur Erhaltung der Unitarität der Streumatrix (die Summe über alle Wahrscheinlichkeiten der Endzustände muss Eins ergeben) ist jedoch vonnöten, dass der Streuquerschnitt in einem solchen Fall gegen Null geht. Wird das Higgs-Boson berücksichtigt, hängt das Verhalten des Streuquerschnitts von dessen Masse ab: Oberhalb eines kritischen Werts nähert sich der Streuquerschnitt einer von Null verschiedenen Konstante an, unterhalb des kritischen Werts fällt der Streuquerschnitt auf Null ab. Dieser kritische Wert liegt bei
{\displaystyle m_{c}={\sqrt {\frac {8\pi {\sqrt {2}}}{3G_{\text{F}}}}}\approx 1\,{\text{TeV}}}
wobei {\displaystyle G_{\text{F}}=1{,}166\cdot 10^{-5}\,{\text{GeV}}^{-2}} die Fermi-Konstante ist. 